# العلاقات الإيطالية الفيتنامية
العلاقات الإيطالية الفيتنامية هي العلاقات الثنائية التي تجمع بين إيطاليا وفيتنام.

## مقارنة بين البلدين
هذه مقارنة عامة ومرجعية للدولتين:
| وجه المقارنة                                              | إيطاليا                                                  | فيتنام           |
| --------------------------------------------------------- | -------------------------------------------------------- | ---------------- |
| المساحة (كم2)                                             | 301.34 ألف                                               | 331.69 ألف       |
| عدد السكان (نسمة)                                         | 60.60 مليون                                              | 94.66 مليون      |
| الكثافة السكانية (ن./كم²)                                 | 201.1                                                    | 285.39           |
| العاصمة                                                   | روما، فلورنسا، تورينو                                    | هانوي            |
| اللغة الرسمية                                             | اللغة الإيطالية                                          | اللغة الفيتنامية |
| العملة                                                    | يورو، ليرة إيطالية                                       | دونغ فيتنامي     |
| الناتج المحلي الإجمالي (بليون دولار)                      | 1.93 تريليون                                             | 234.19 مليار     |
| الناتج المحلي الإجمالي (تعادل القوة الشرائية) بليون دولار | 2.26 تريليون                                             | 553.42 مليار     |
| الناتج المحلي الإجمالي الاسمي للفرد دولار أمريكي          | 29.96 ألف                                                | 2.48 ألف         |
| الناتج المحلي الإجمالي للفرد دولار أمريكي                 | 35.46 ألف                                                | 5.63 ألف         |
| مؤشر التنمية البشرية                                      | 0.873                                                    | 0.666            |
| رمز المكالمات الدولي                                      | +39                                                      | +84              |
| رمز الإنترنت                                              | .it                                                      | .vn              |
| المنطقة الزمنية                                           | توقيت وسط أوروبا، ت ع م+01:00، ت ع م+02:00، أوروبا/روما ‏ | ت ع م+07:00      |

## مدن متوأمة
في ما يلي قائمة باتفاقيات التوأمة بين مدن إيطالية وفيتنامية:
- ترتبط باليرمو مع هانوي باتفاقية توأمة منذ 2005.
- ترتبط براتو مع نام دينه باتفاقية توأمة منذ 1 أكتوبر 2002.
- ترتبط ليفورنو مع ها فونغ باتفاقية توأمة.

## منظمات دولية مشتركة
يشترك البلدان في عضوية مجموعة من المنظمات الدولية، منها:
| علم المنظمة | اسم المنظمة                        | تاريخ انضمام إيطاليا | تاريخ انضمام فيتنام |
| ----------- | ---------------------------------- | -------------------- | ------------------- |
|             | يونسكو                             | ?                    | 6 يوليو 1951        |
|             | الفريق المعني برصد الأرض           | ?                    | ?                   |
|             | مؤسسة التمويل الدولية              | 27 ديسمبر 1956       | 4 أغسطس 1967        |
|             | بنك التنمية الآسيوي                | 1966                 | 1966                |
|             | منظمة حظر الأسلحة الكيميائية       | ?                    | ?                   |
|             | مؤسسة التنمية الدولية              | 24 سبتمبر 1960       | 24 سبتمبر 1960      |
|             | منظمة التجارة العالمية             | 1995                 | 11 يناير 2007       |
|             | وكالة ضمان الاستثمار متعدد الأطراف | 29 أبريل 1988        | 5 أكتوبر 1994       |
|             | الاتحاد البريدي العالمي            | ?                    | ?                   |
|             | الاتحاد الدولي للاتصالات           | 1866                 | 24 سبتمبر 1951      |
|             | منظمة الشرطة الجنائية الدولية      | ?                    | ?                   |
|             | الأمم المتحدة                      | 14 ديسمبر 1955       | 20 سبتمبر 1977      |
|             | البنك الدولي للإنشاء والتعمير      | 27 مارس 1947         | 21 سبتمبر 1956      |
|             | المنظمة الهيدروغرافية الدولية      | ?                    | ?                   |

## وصلات خارجية
- موقع وزارة الخارجية الإيطالية
- موقع وزارة الخارجية الفيتنامية